# Henri Bockstael
Henri Etienne Bockstael (Bergen, 14 december 1833 - Elsene, 17 februari 1898) was een Belgisch advocaat en volksvertegenwoordiger.

## Levensloop
Bockstael was de zoon van de slotenmaker Jean-Jacques Bockstael en van Isabelle Vandenberghe. Hij trouwde achtereenvolgens met Agnès Malengraux en met Eugénie Dollin du Frenel.
Hij promoveerde tot doctor in de rechten (1856) aan de Universiteit van Luik en werd advocaat aan de balie van Bergen (1856-1886).
Hij werd verkozen tot liberaal volksvertegenwoordiger voor het arrondissement Bergen in 1874 en vervulde dit mandaat tot in 1886. Hij werd nadien agent in Brussel voor kolenmijnen.
In 1882-1883 was hij ook nog bestuurder-directeur van de succursale van de Comptoir industriel de France et des Colonies.